# 53P/Van Biesbroeck
53P/Van Biesbroeck, komet Jupiterove obitelji. 